# Stygimoloch
A Stygimoloch (jelentése 'a Sztüx szarvas ördöge', a görög mitológiából ismert alvilági folyóra és fönicia alvilági istenére, Molochra utalva) a pachycephalosaurus dinoszauruszok egyik neme, amely a késő kréta időszakban, mintegy 66 millió évvel ezelőtt élt. Jelenleg az Egyesült Államokban levő Hell Creek és a Lance Formációkból ismert, ahol kortársai, a Tyrannosaurus és a Triceratops maradványait is megtalálták.
A típusfajáról, az S. spiniferről, a brit gerinces őslénykutató, Peter Galton, és a Nemzeti Természetrajzi Múzeum (National Museum of Natural History) őslénykutatatója Hans-Dieter Sues készített leírást, 1983-ban.

## Anatómia

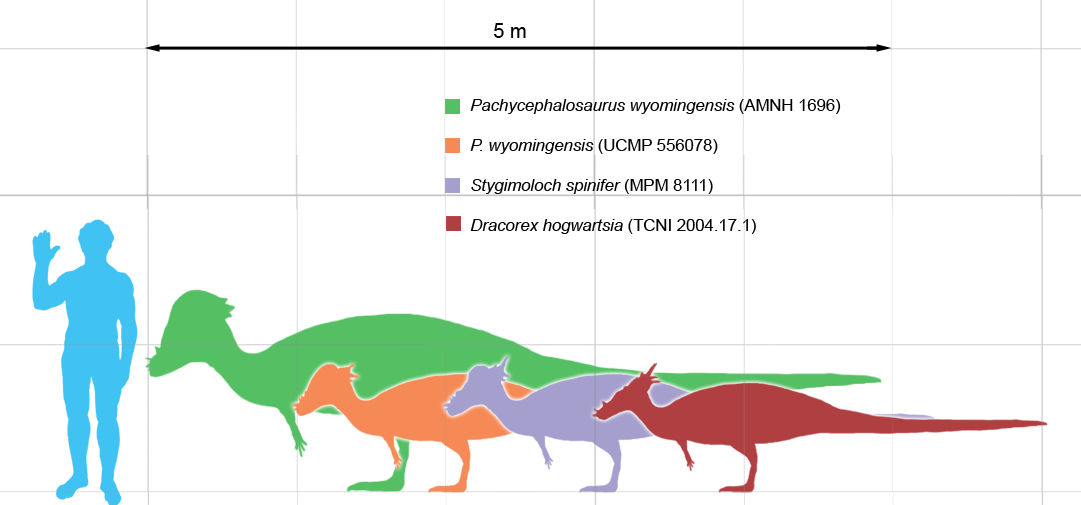
A lila színnel jelölt Stygimoloch és az ember méretének összehasonlítása

Aránylag nagy méretű pachycephalosaurus volt, a koponyája nagyjából elérte a 46 centiméteres hosszúságot. Az észak-amerikai pachycephalosaurusok között csak a Pachycephalosaurus nőtt nagyobbra. A csoport többi tagjától eltérően a koponya kupolája aránylag kicsi, oldalról kissé lapított és körte formájú; e szokatlan testrész még elkülönült állapotában is könnyen megkülönböztethető a Pachycephalosaurus szélesebb és nagyobb kupolájától.

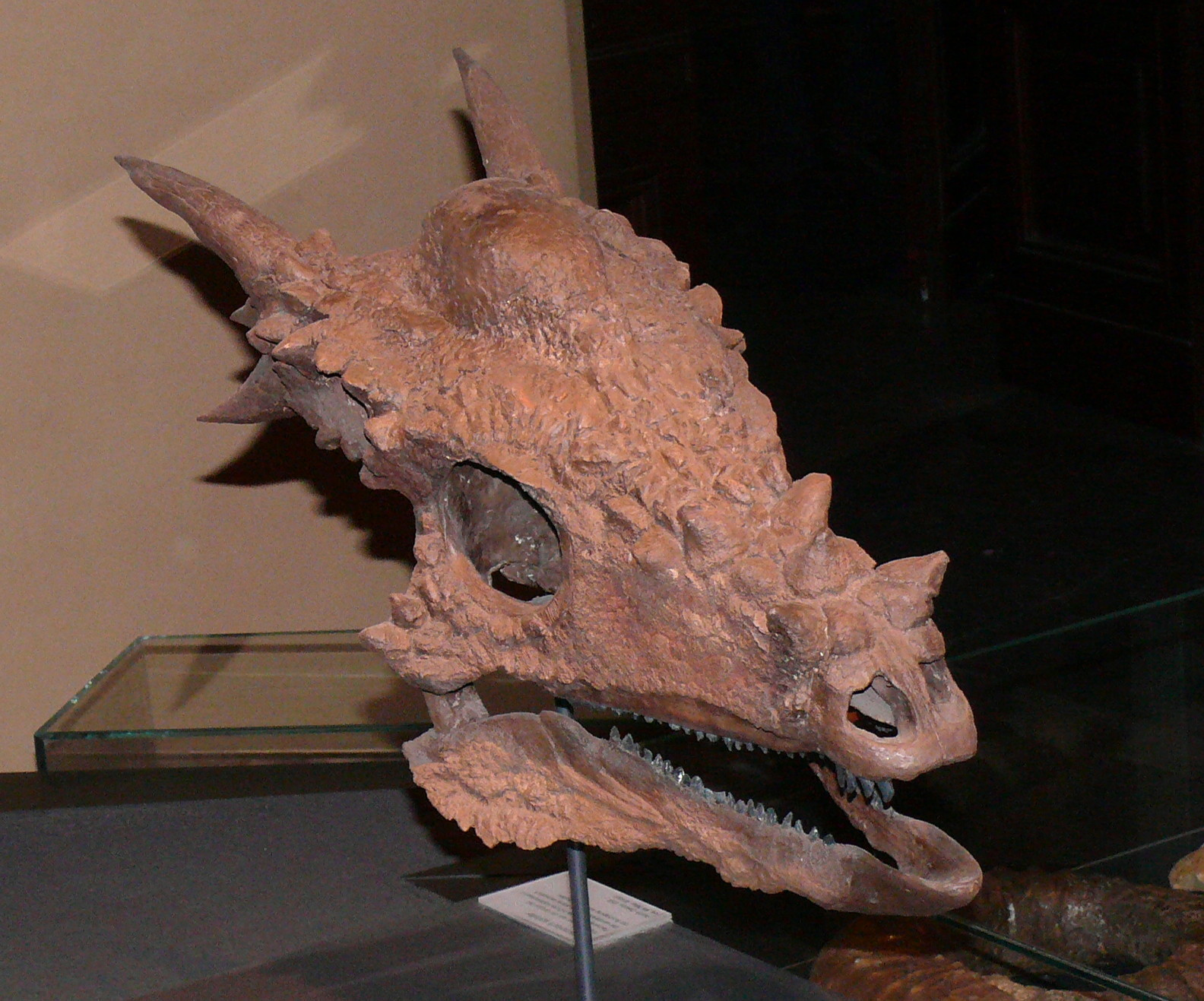
A Stygimoloch spinifer koponyája a berlini Természetrajzi Múzeumban (Museum für Naturkunde)

Míg a kupola mérete lecsökkent, a koponya díszítései a többi pachycephalosaurusénál jóval bonyolultabbá váltak. Az orrot rövid, kúpos szarvacskák borítják, a koponya hátsó sarkainál pedig egy-egy nagy, vastag, hátrafelé irányuló, 5 centiméter átmérőjű és 15 centiméter hosszúságú tüske található, amit két vagy három kisebb tüske vesz körül. A szokatlan díszítés funkciója ismeretlen. Még ha a többi pachycephalosaurusra jellemző is volt, hogy a fajtársak fejjel egymásnak rontottak (ami vita tárgyát képezi), a Stygimoloch  kis kupolája arra utal, hogy ez a viselkedés nem volt fontos. Ehelyett a koponya díszítései jelzésre vagy talán önvédelemre szolgálhattak, esetleg az állatok a szarvasokhoz hasonlóan összeakaszkodtak velük. Ennél valószínűbb, hogy a hátsó szarvak célja az volt, hogy fájdalmat okozzanak az oldalirányú fejelés során.

## Osztályozás
Lehetséges, hogy a pachycephalosaurusok közé tartozó Dracorex valójában a Stygimoloch vagy a Pachycephalosaurus alulfejlett kupolával és szarvval rendelkező, talán fiatal vagy nőstény példánya. A Gerinces Őslénytani Társaság (Society of Vertebrate Paleontology) 2007-es ülése ezt az elképzelést támogatta. Jack Horner, a Montanai Állami Egyetem (Montana State University) őslénykutatója a koponya elemzéséből származó bizonyítékot mutatott be, ami alapján lehetséges, hogy ez a dinoszaurusz a Stygimoloch fiatal formája. Emellett az általa összegyűjtött adatok azt jelzik, hogy a Stygimoloch és a Dracorex is a Pachycephalosaurus fiatal formái lehetnek.

## Popkulturális hatás
Az állat az alábbi populáris tartalmakban tűnik fel:
Média:
- Jurassic park 2: az elveszett világ. (1997-es film, forgatókönyvének alapja Michael Crichton Az elveszett világ című könyve.
- Dínó (a Disney stúdió 2000-ben készített animációs filmje).
- T-Rex Expressz (2009-2017 között a minimax-on sugárzott gyerekműsor).
- Jurassic world 2: bukott birodalom (2018-as film).

## Fordítás
- Ez a szócikk részben vagy egészben a Stygimoloch című angol Wikipédia-szócikk ezen változatának fordításán alapul.  Az eredeti cikk szerkesztőit annak laptörténete sorolja fel. Ez a jelzés csupán a megfogalmazás eredetét és a szerzői jogokat jelzi, nem szolgál a cikkben szereplő információk forrásmegjelöléseként.